# BLESS
《BLESS》，是日本樂團L'Arc~en~Ciel的第36張單曲。2010年1月27日發行。

## 簡介
距離前作『NEXUS 4/SHINE』約一年半時間的單曲。是從2005年的單曲『叙情詩』之後，睽違9張的抒情作品。
間隔2張作品，P'UNK〜EN〜CIEL又復活了。本作隨著tetsuya改名，tetsuya在P'UNK〜EN〜CIEL中的名義，從「TETSU P'UNK」改為「T.E.Z P'UNK」。
本作的初回限定盤附有BLESS的PV，而初回限定盤的封面設計也與普通盤不同。
本作的首週初動約8萬張，總銷量將近11萬張。也因為此曲，L'Arc〜en〜Ciel 登上了他們睽違10年的第61回NHK紅白歌合戰的舞台。

## 收錄曲目
1. BLESS / L'Arc〜en〜Ciel 
作詞、作曲：hyde；編曲：L'Arc〜en〜Ciel & Hajime Okano & Daisaku Kume
NHK轉播2010年冬季奧林匹克運動會和2010年冬季帕拉林匹克運動會的主題曲
2. BLESS -Concerto- / L'Arc〜en〜Ciel 
作曲：hyde；編曲：編曲:L'Arc〜en〜Ciel & Hajime Okano & Daisaku Kume
3. ROUTE 666 -2010- / P'UNK〜EN〜CIEL
作曲：hyde；編曲：L'Arc〜en〜Ciel & Takao Konishi
收錄在第8張專輯『REAL』中的「ROUTE 666」的重新COVER版。
4. BLESS (hydeless version)
5. ROUTE 666 -2010- (T.E.Z PUNKless version)